# Cassatie (recht)

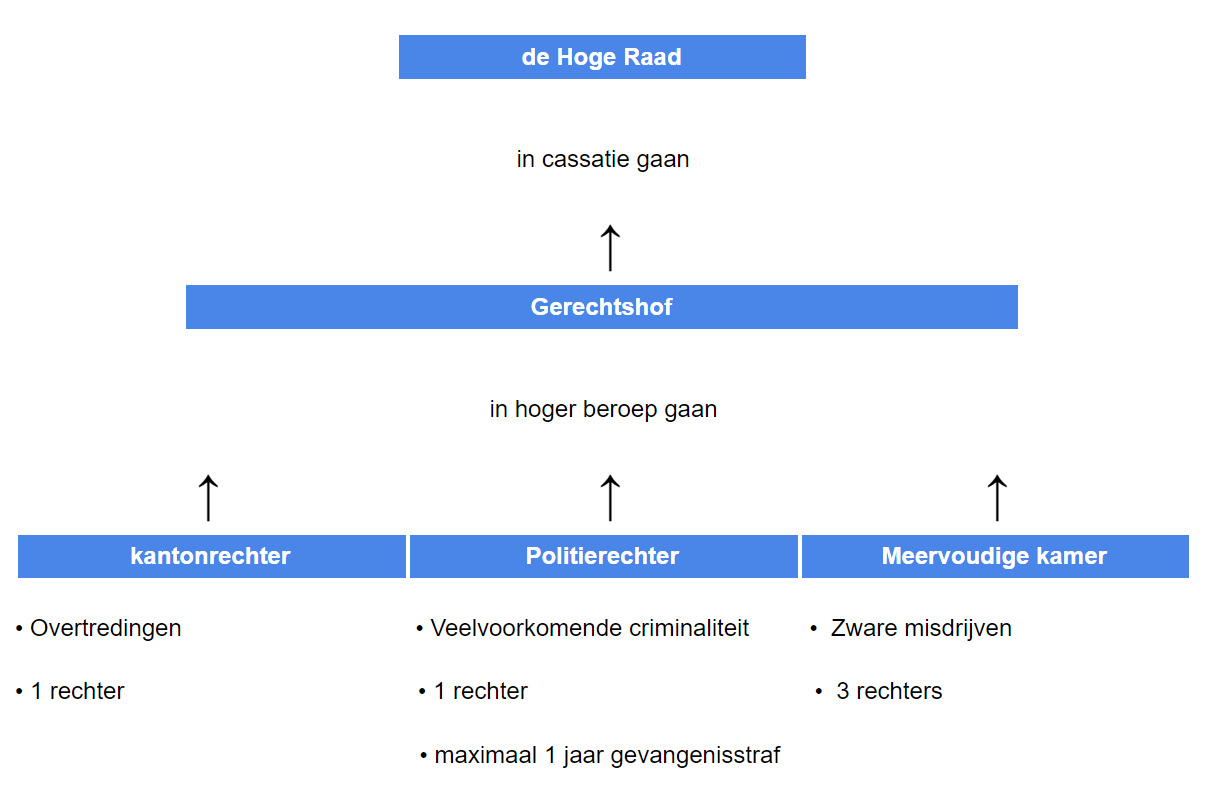
Schematisch overzicht van hoger beroep en cassatie in het strafrecht in Nederland

Cassatie is de vernietiging van een beslissing door het hoogste rechtsprekend orgaan van het land. In cassatie gaan is beroep aantekenen bij het hoogste rechtsprekend orgaan tegen een uitspraak van een lagere rechter. Dit orgaan houdt dan alleen rekening met de wijze waarop de lagere rechter de wet heeft toegepast. Een cassatierechter treedt dus niet in beoordeling van de feiten zelf.
Indien de cassatierechter vaststelt dat de lagere rechter het recht inderdaad niet correct heeft toegepast dan zal hij de uitspraak van deze lagere rechter verbreken. Dit verklaart meteen de term cassatie: het is afgeleid van het woord cassare, dat verbrijzelen betekent in het Latijn.

## Nederland
In Nederland kan men bij de Hoge Raad in cassatie gaan tegen een beslissing van het gerechtshof (Hof) en tegen een beslissing van de rechtbank in laatste feitelijke instantie gewezen (de laatste uitspraak). In enkele gevallen, sprongcassatie genaamd, kan men direct bij de Hoge Raad tegen een uitspraak van de kantonrechter in cassatie gaan (zie verder).
De Hoge Raad kijkt slechts of de wet en de overige rechtsregels door de betreffende rechter goed zijn toegepast en of de uitspraak voldoende is gemotiveerd, wat wil zeggen: dat voldoende tot uitdrukking is gebracht hoe de rechter tot zijn oordeel is gekomen. De Hoge Raad kijkt dus niet meer inhoudelijk naar de zaak in die zin dat hij de feiten vaststelt. Veel cassatiezaken gaan over de toepassing van wettelijke begrippen, bijvoorbeeld de vraag wat onder het begrip 'geluidsdrager' valt.
Cassatie heeft dus geen zin als beide partijen denken dat de procedure bij de desbetreffende rechter volgens de regels is verlopen, terwijl de uitspraak rechtens juist is en voldoende gemotiveerd.
De partij die om de cassatie heeft gevraagd wordt eiser tot cassatie genoemd, de tegenpartij de verweerder in cassatie. De argumenten die de eiser tot cassatie inbrengt worden cassatiemiddelen of kortweg middelen genoemd. De verweerder in cassatie kan evenwel ook middelen inbrengen. In dat geval worden de middelen van de eiser middelen in het principaal beroep en die van de verweerder middelen in het incidenteel beroep genoemd.
Voorafgaand aan het oordeel door de Hoge Raad wordt in het algemeen een advies gegeven door de procureur-generaal bij de Hoge Raad, eventueel bij monde van een van zijn advocaten-generaal. In civiele en strafzaken wordt door de procureur-generaal altijd een conclusie genomen. In belastingszaken wordt uitsluitend geconcludeerd indien de procureur-generaal aan de Hoge Raad te kennen heeft gegeven te willen worden gehoord, al dan niet bij monde van een advocaat-generaal.
Wanneer de Hoge Raad één of meer middelen gegrond acht, kan hij de uitspraak van de desbetreffende rechter vernietigen en de zaak voor inhoudelijke behandeling verwijzen naar een rechter voor een (deels) nieuwe behandeling, waarbij die rechter uiteraard rekening moet houden met de aanbevelingen van de Hoge Raad. Verwijzing geschiedt meestal naar een ander gerecht dan het gerecht dat het vernietigde vonnis heeft gewezen. In uitzonderlijke gevallen doet de Hoge Raad ten principale recht, wat inhoudt dat hij zonder de zaak te verwijzen naar een andere rechter zelf een inhoudelijke einduitspraak doet.

### Cassatie in het belang der wet
Op grond van artikel 78 lid 1 Wet op de rechterlijke organisatie heeft de procureur-generaal bij de Hoge Raad de discretionaire bevoegdheid om een vordering tot cassatie ‘in het belang der wet’ in te stellen tegen een rechterlijke uitspraak, met als doel de rechtsontwikkeling en rechtseenheid in Nederland te bevorderen.
Een dergelijke vordering kan slechts worden ingesteld indien er voor de partijen geen gewoon rechtsmiddel meer openstaat (artikel 78 lid 6 Wet op de rechterlijke organisatie). Dan wordt in lid 6 bepaald dat de uitspraak van de Hoge Raad op een vordering tot cassatie in het belang der wet geen verandering brengt in de rechten van partijen, zoals deze uit de bestreden uitspraak van de lagere rechter voortvloeien. Cassatie in het belang der wet heeft dus geen rechtsgevolgen voor de betrokken partijen zelf.
De beslissing al dan niet een vordering tot cassatie in het belang der wet in te stellen, wordt veelal genomen op grond van een verzoek dat de procureur-generaal heeft ontvangen. Verzoeken zijn afkomstig van onder meer het openbaar ministerie (sinds 2006 is de behandeling van cassatieberoepen geconcentreerd bij het ressortparket in Den Haag en zijn de verzoeken van dat parket afkomstig), andere gerechten, (semi-) overheidsinstellingen, bedrijven, advocaten en ook individuele burgers. Ook komt het voor dat de procureur-generaal op eigen initiatief besluit een vordering tot cassatie in het belang der wet in te stellen.
Toenemende aandacht voor de rechtseenheid leidt ertoe dat niet altijd jaren kan worden gewacht tot een gewoon cassatieberoep wordt ingesteld, maar dat voor het instellen van cassatie in het belang der wet moet worden gekozen om een vraag van uitleg van nieuwe wetgeving snel aan de Hoge Raad voor te leggen.
Vele verzoeken om een vordering tot cassatie in het belang der wet blijken in de praktijk te worden ingediend door of namens de partij die in de betreffende beslissing in het ongelijk was gesteld. Het indienen van een dergelijk verzoek wordt dan kennelijk gezien als laatste mogelijkheid om alsnog gelijk te krijgen. Daarvoor is dit buitengewone rechtsmiddel echter niet bedoeld.
Deze praktijk leidt er wel toe dat veel verzoeken moeten worden afgewezen omdat zij geen kwestie aan de orde stellen die in het belang van rechtsontwikkeling of rechtseenheid opheldering behoeft.

### Sprongcassatie
Sprongcassatie is een bijzondere vorm van cassatie. Het betekent dat er tussen procespartijen een overeenkomst is gesloten, inhoudende dat hun geschil na de einduitspraak in eerste aanleg direct (zonder hoger beroep) in cassatie aan de cassatierechter – in casu de Hoge Raad – zal worden voorgelegd. Door deze overeenkomst zien partijen af van hoger beroep en zijn partijen aldus niet-ontvankelijk in hoger beroep.
Een bijzonder geval – zonder overeenkomst tot sprongcassatie – deed zich voor in het geding Enka/Dupont. Tijdens het hoger beroep ging Enka tegen het vonnis van de rechtbank in cassatie bij de Hoge Raad. Het cassatieberoep werd niet-ontvankelijk verklaard, maar de uitspraak van de Hoge Raad heeft wel een eind gemaakt aan de rechtsstrijd.
Men spreekt alleen van sprongcassatie als partijen afzien van hoger beroep. Het is een andere situatie als partijen geen mogelijkheid hebben tot hoger beroep (maar wel cassatieberoep).

## België
In België kan tegen alle in laatste aanleg gewezen eindbeslissingen een cassatieberoep worden ingesteld wegens schending van de wet of wegens verzuim van een substantieel of op straffe van nietigheid voorgeschreven vormvoorschrift. Het Hof van Cassatie neemt, als hoogste justitiële rechter, kennis van deze cassatieberoepen. Het Hof treedt echter niet in de feiten en het cassatieberoep kan hierdoor niet gezien worden als een 'derde aanleg'. Het Hof kijkt na of de feitenrechter bij het nemen van zijn beslissing de wet en de pleegvormen heeft nageleefd.
In bestuurszaken of administratieve geschillen treedt de Raad van State, afdeling Bestuursrechtspraak, op als cassatierechter.

## Elders
- Tegen eindbeslissingen van het Gerecht van de Europese Unie kan bij het Europese Hof van Justitie een verzoek om hogere voorziening worden ingediend. Dit verzoek kan alleen rechtsvragen betreffen.
- In Frankrijk bestaat het Cour de cassation als hoogste instantie.
- Sinds 1 juni 2018 fungeert de Eerste Kamer van het Benelux-Gerechtshof als cassatierechter tegen eindbeslissingen van het Benelux-Bureau voor de Intellectuele Eigendom.